# Alex Mineiro
Pour les articles homonymes, voir Mineiro (homonymie) et Cardoso.

Alex Mineiro, de son vrai nom  Alexander Pereira Cardoso, est un footballeur brésilien né le 15 mars 1975 à Belo Horizonte (Brésil). Il joue au poste d’attaquant, actuellement avec le Clube Atlético Paranaense. En 2001, il a reçu la « Bola de Ouro », en français « Ballon d'or », qui récompense le meilleur joueur du championnat du Brésil.

## Palmarès
- Champion de l'État du Minas Gerais en 1997 avec le Cruzeiro EC
- Vainqueur de la Copa Libertadores en 1997 avec le Cruzeiro EC
- Champion du Brésil en 2001 avec le Cruzeiro EC
- Champion de l'État du Parana en 2001 et 2002 avec le Clube Atlético Paranaense